# 孫顯 (元朝)
孫顯，字荣甫，元朝初年郑州管城人。
孙显以书吏跟随元军伐南宋。南宋灭亡，孙显擢升为中顺大夫，遥授知英德府、同知太平路总管府事。未几，改任江西行省郎中。至元十八年（1281年），转任少中大夫、同知荆湖北道宣慰司事。当时阿合马秉政，派遣使者查考湖广财赋，将诸道官吏汇集到行省，孙显主持会计，持正不参与罗织。
至元二十三年（1286年），廷议以南宋灭亡，赏赐过优，例降孙显为朝列大夫、福建行省郎中。省臣盗取官钞十三万锭，事发，只有孙显没有牵连。南雄抓住盗寇百余人当死，孙显讯查，只杀三十人，其他都放了。安溪盗寇连十五寨作乱，孙显加以招谕。行省议定，但诛首恶，后来又想屠杀，瓜分其子女。孙显拔剑制止：“前议怎么说？敢言杀掠之人，论罪如律。”于是只杀首恶一人，而事定。
大德二年（1298年），担任少中大夫、怀孟路总管，兼诸军奥鲁兼管内劝农事。之前，只有河南府路课竹税，怀孟与辉州虽产竹，无税。冯德用担任河南都漕运使，开始请把两地竹园划为官有，隶属于制国用使司，设法严密，虽园中敢一竿，也以自盗处罚。但是竹子日益损耗，官民都以为不便。孙显将其事上奏户部，请让园主缴纳竹税，听任他斩伐。户部听从。诸王妃嫔公主路过怀孟，让百姓交纳木席为屋。前期一月准备好了，贵族们没有来，百姓看着不敢离去，离去则官吏擅取其物，无所控告。孙显制卉布作为大幕，容纳数百人，可以离合舒卷，用轻车装载，送往迎来，百姓得便。
孙显去世，时年六十一岁。孙显继妻李氏，割肉来治孙显的病，孙显死后，切断头发纳入棺中，誓不再嫁。以节行称于世。